# Ateliers de constructions électriques de Charleroi
Les Ateliers de constructions électriques de Charleroi (ou ACEC) est une importante entreprise belge. Sa section spécialisée dans le matériel roulant ferroviaire fondée en 1904, devient filiale du groupe français Alstom depuis 1989, en tant que Alstom Belgium.

## Histoire
- 1886 : fondation par Julien Dulait de la société anonyme Électricité et Hydraulique à Charleroi (E&H).
- 1904 : la société est reprise par le baron Édouard Empain, sous l'impulsion du Roi Léopold III, et devient les Ateliers de constructions électriques de Charleroi (ACEC)[2]. Elle compte 715 ouvriers[3].
- 1906 : La Société électricité et hydraulique change de raison sociale pour devenir Ateliers de constructions électriques du Nord et de l'Est (ACENE).
- 1921 : Les ACENE fusionnant avec les Forges de Longueville, donnant ainsi naissance aux Forges et ateliers de constructions électriques de Jeumont (FACEJ).
- 1964 : SW-Le matériel électrique du Groupe Empain-Schneider (ex Schneider et Cie) fusionne avec les FACEJ.
- 1971 : construction du siège administratif à Marcinelle, transféré de Charleroi.
- 1989 : l'entreprise est démantelée. Une partie importante du groupe est alors rachetée par le groupe CGEE-Alsthom. Une autre partie entre dans le giron de Thalès.

Les ACEC développent de nombreuses sections pour le matériel électrique, les moteurs, transformateurs, matériels pour l'industrie ferroviaire, pour les centrales électriques et le nucléaire, pour le spatial, câbles électriques, électro-ménager, etc. Partant de la première usine au sud du centre-ville de Charleroi, l'entreprise se développe largement sur des terrains acquis à Marcinelle après la guerre 14-18. Elle absorbe également peu à peu des usines à Gand en 1961 (ateliers Carels,devenus SEM, à Gent), à Liège en 1947 (CEB à Herstal) et, déjà en 1919, à Bruxelles (Ruysbroeck).
En 1957, l'entreprise s'allie à la firme étasunienne Westinghouse. Elle devra se séparer en 1972, du fait de la législation anti-trusts aux Etats-Unis, de sa section câblerie, qui devient autonome au sein du groupe italien CEAT jusque 1984 (Câblerie de Charleroi, CDC, aujourd'hui Nexans).
Ces usines constituent d'importants bastions ouvriers, après 1944. En décembre 60, le dirigeant syndical Robert Dussart, communiste du PCB, lance une grève (annoncée mais toujours postposée par les dirigeants affiliés au PS) qui deviendra l'importante grève générale 60-61, la "grève du siècle". Déjà des grèves ont éclaté en 43 contre le STO, puis en 50 contre le retour du Roi Léopold ; et les femmes des ACEC-Charleroi s'impliquent les premières dans la revendication "à travail égal salaire égal" en mars 1964, qui mènera à la fameuse grève des femmes de Herstal, en juin.
Aujourd'hui existe encore l'activité chauffage électrique dans l'usine ACIT au Rœulx; elle appartient à deux cadres de l'ancienne division chauffage de ACEC.
Un important fonds d'archives industrielles et sociales des ACEC (1904-1989) est conservé au Musée du Bois du Cazier à Marcinelle.

## Identité visuelle

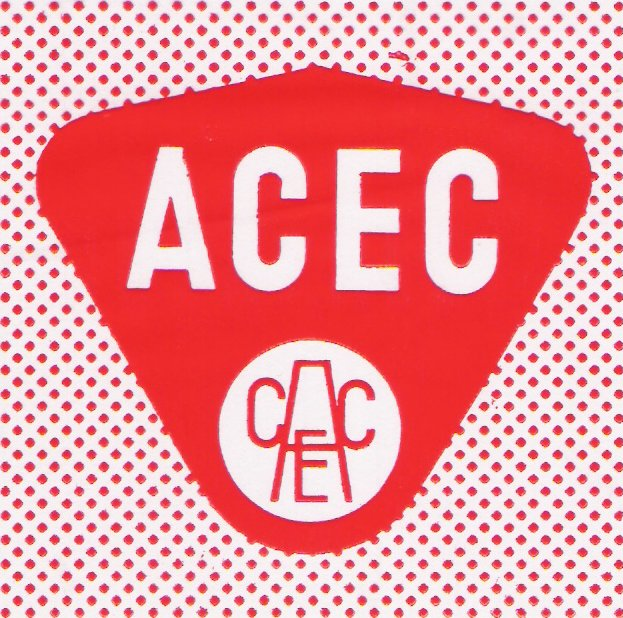
Logo des Ateliers de constructions électriques de Charleroi jusqu'en 1989.

## Activités
En 1981 son programme d'activité reprenait :
- Production et distribution d'énergie électrique
  - Grosses machines tournantes à courant alternatif
  - Transformateur de distribution
  - Transformateurs de puissance
  - Matériel mécanique
  - Centrales nucléaires
  - Matériel pour l'industrie nucléaire
  - Centrales électriques et sous-station
- Équipements électrique et électronique
  - Électronique de puissance
  - Équipement électronique
  - Système en métallurgie
  - Système dans l'industrie
  - Matériel de traction
  - Matériel militaire
  - Matériel spatial (actuellement Thales Alenia Space ETCA (clusters.wallonie.be))
  - Électrothermie industriel
- Matériel électrique industriel
  - Appareillage électrique
  - Moteurs de puissance fractionnaire
  - Moteurs asynchrones triphasés
  - Moteur et génératrice à courant continu
  - Pompes centrifuges
  - Isolant électrique
- Chauffage - éclairage - Matériel électro-domestique

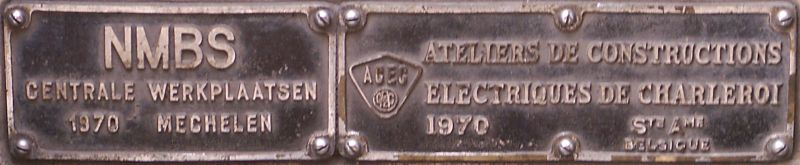

  - Matériel de chauffage électrique
  - Matériel d'éclairage